# Chō kōsō no akebono
Pour plus de détails, voir Fiche technique et Distribution.
Chō kōsō no akebono (超高層のあけぼの) est un film japonais réalisé par Hideo Sekigawa, sorti en 1969. Le film est le dernier travail de Hideo Sekigawa.

## Synopsis

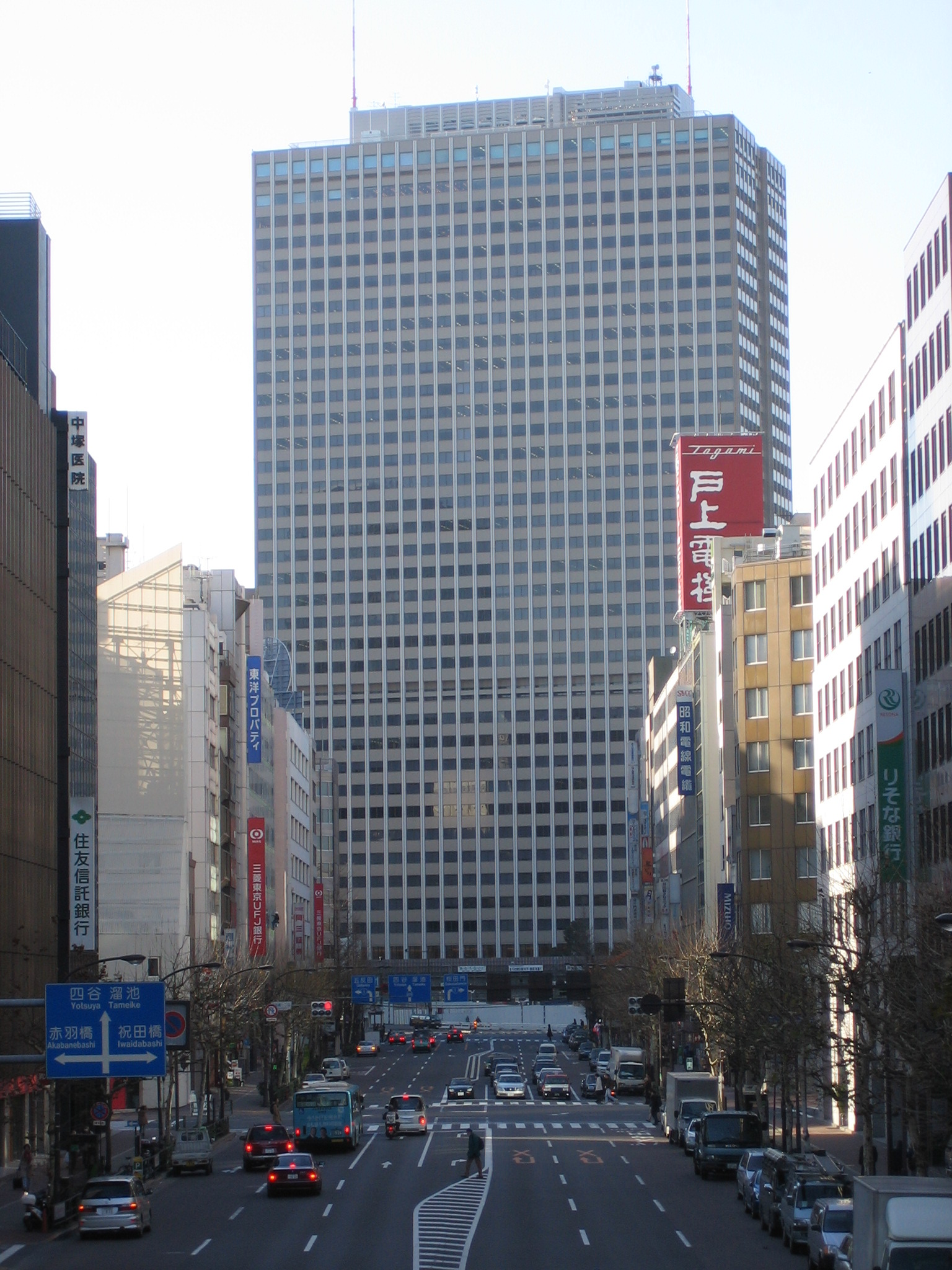
Le Kasumigaseki Building.

Le film relate la construction du Kasumigaseki Building, le premier immeuble de grande hauteur au Japon.

## Fiche technique
- Titre original : 超高層のあけぼの (Chō kōsō no akebono?)
- Réalisation : Hideo Sekigawa
- Scénario : Eiichi Kudō et Ujitoshi Iwasa (ja), d'après une histoire originale de Ryūzō Kikushima
- Photographie : Hanjirō Nakagawa
- Montage : Yoshiki Nagasawa
- Décors : Shūichirō  Nakamura
- Musique : Akira Ifukube[3]
- Producteur : Sadao Zaizen
- Société de production : Nihon gijyutsu eigasha
- Société de distribution : Tōei
- Pays de production :  Japon
- Langue originale : japonais
- Format : couleur (Eastmancolor) - 2,35:1 (Daieiscope) - 35 mm -  son mono
- Genre : drame
- Durée : 160 minutes
- Date de sortie :
  - Japon : 14 mai 1969[4]

## Distribution
- Ryō Ikebe : Ejiri
- Tetsurō Tanba : Kinoshita
- Isao Kimura : Saeki
- Masakazu Tamura : Shimamura
- Mikijirō Hira
- Yatsuko Tan'ami
- Nobuo Nakamura : Furukawa
- Michiyo Aratama
- Kuniko Miyake
- Tanie Kitabayashi
- Ichirō Sugai : Isobe
- Yoshiko Sakuma
- Junzaburō Ban : Hoshino
- Nenji Kobayashi
- Eijirō Yanagi : Okabayashi
- Fumio Watanabe : Takemoto
- Matsumoto Hakuō I : Kawashima
- Shūji Sano : Kashima